# Тьма кромешная
Тьма внешняя (греч. σκότος τὸ ἐξώτερον) — христианское понятие, обычно ассоциируемое с преисподней. Трижды встречается в Евангелии от Матфея (Мф. 8:12; Мф. 22:13; Мф. 25:30). В частности термин принадлежит самому Иисусу Христу, который упоминает его в притче о брачном пире. Основной характеристикой этого места является "плач (греч. κλαυθμὸς) и скрежет зубов". Изображается как место наказания грешников на иконе Страшного суда. 
Проблема отождествления Тьмы внешней с адом заключается в том, что ад обыкновенно мыслится подземным царством, тогда как Тьма внешняя означает удаление от Бога. 
В философии Сергея Булгакова Тьма внешняя является синонимом небытия. Евгений Трубецкой описывает Тьму внешнюю как «абсолютно внебожественную действительность». Иоанн Кронштадтский связывает «Тьму внешнюю» с «черным пространством небесной тверди», которую можно наблюдать уже в 6-7 верстах от поверхности Земли и через которую проносятся души умерших на пути к Богу